# Port de Djibouti
Le port de Djibouti est situé au carrefour des routes maritimes d'Europe, d'Extrême Orient, du Golfe Arabo-persique et de l'Afrique.
C’est le principal port du pays avec un service régulier de l'Europe, l'Asie, l'Extrême-Orient, le Golfe Arabo-persique et l'Océan Indien. Le port de Djibouti a une capacité de plus de 10 millions de tonnes par an, une zone franche de 14 ha. Il dispose de quinze quais sécurisés et bien équipés. Une zone industrielle et commerciale de 17 ha, située à la saline Ouest est aussi opérationnelle.

## Historique
La construction initiale du port commence en 1888, avec la création de la ville de Djibouti. La construction du chemin de fer franco-éthiopien, entre 1897 et 1917, en fait le principal accès de l'Éthiopie. Lorsque la ligne est terminée en 1917, l'activité augmente rapidement.
Dans les années 1950, des travaux permettent aux navires intercontinentaux d'accéder aux quais, ce qui permet de ne plus utiliser de chalands pour l'embarquement et le débarquement des passagers et des marchandises.
À partir de 2003, des travaux sont engagés pour la construction d'un nouveau port pour les produits pétroliers et les conteneurs à Doraleh.
Un contrat de concession est signé en 2006 pour ce port avec DP World mais il est annulé unilatéralement par le gouvernement Djiboutien en 2018.

## Données chiffrées
Port autonome international de Djibouti (PAID) :
- Quais : 18, dont 2 utilisés pour la maintenance
- Capital social : 11 milliards de francs Djibouti
- Chiffre d’affaires : 8,5 milliards de francs Djibouti
- Effectifs : 808 personnes (juin 2010)
- Trafic global (2010) : 3 millions de tonnes (non-conteneurisé), 400 000 EVP.
- Trafic en 2020 : 1,1 million de conteneurs EVP